# Kevin Mitnick

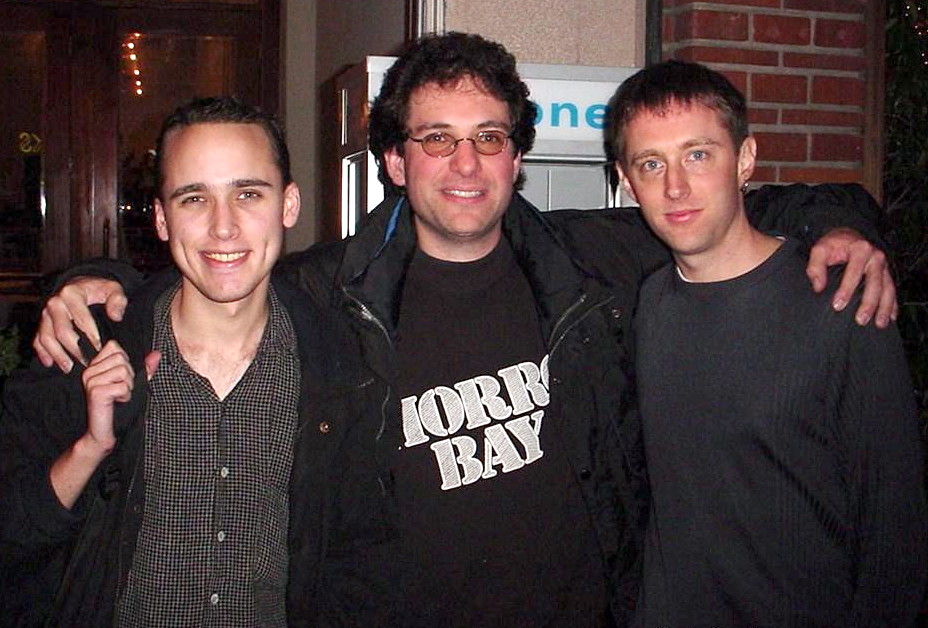
Groepsfoto van Adrian Lamo, Kevin Mitnick, en Kevin Lee Poulsen, circa 2001

Kevin Mitnick alias Condor, (Van Nuys (Californië), 6 augustus 1963 – Las Vegas (Nevada), 16 juli 2023)  was een Amerikaanse veroordeelde hacker.

## Levensloop
Kevin Mitnick toonde al vanaf twaalfjarige leeftijd interesse in het omzeilen van het systeem. Zo kocht hij een busticketmachine zodat hij gratis kon reizen met de Los Angeles-bus. Enkele jaren later vervolgde hij zijn hackersopleiding via phone phreaking (het manipuleren van telefoonsystemen om belkosten te vermijden). Mitnicks hacking zorgde ervoor dat hij twee en een half jaar actief was in de Verenigde Staten door het stelen van bedrijfsgeheimen, verzamelen van telefoonnetwerken en in te breken in diverse computernetwerken.

### Arrestaties
Mitnick werd voor de eerste keer gearresteerd in 1981 voor het vernietigen van gegevens op een netwerk, nog eens in 1983 voor inbraak in het Pentagon, voor een derde maal in 1988 voor het stelen van softwarecode en uiteindelijk de bekendste in 1995 in North Carolina. De New York Times meldde dat hij had ingebroken in de computersystemen van NORAD en de NSA. NORAD ontkent nog altijd iedere inbraak. Ook voor de vermeende inbraak in de National Security Agency zijn geen bewijzen geleverd.
Mitnick was ook de man achter de hackeracties bij grote computerbedrijven zoals Dell, Compaq en Digital. Als een inbraak lukte, maakte hij kopieën van de programmacode (sourcecode) van nieuwe applicaties om ze te bestuderen.
Hoewel hij inderdaad illegale kopieën van de broncode van besturingssystemen en mobiele telefoons heeft gemaakt, werd hij alleen veroordeeld voor het mobiel telefoneren op kosten van anderen. Opvallend was dat de strafmaat die hij daarvoor kreeg zwaarder was dan de straf voor moord. Voor het kopiëren van broncode van besturingssystemen werd hij zonder proces veroordeeld. De 'Free Kevin'-beweging werd opgericht om aandacht te vragen voor deze zaak. Het hackersmagazine 2600 heeft hierover een twee uur durende documentaire gemaakt.
Mitnick werd door de FBI gezien als een groot gevaar voor de samenleving. Hem werd verboden om dichter dan vier meter bij telefoons en computers te komen. Binnen de hackergemeenschap geniet hij een mythische status. Naar verluidt zou de FBI aan de rechtbank hebben verteld dat Mitnick kernraketten kon lanceren door in een telefoon te fluiten. Hij zou getraind zijn in het fluiten van tonen en bepaalde geluidsmodulaties die geïnterpreteerd werden als gegevens door een computer aan de andere kant.
In 2003 kwam Mitnick weer vrij en werkte hij als adviseur in de beveiligingsbranche. De aanvalstechniek die Mitnick gebruikte, heet tegenwoordig social engineering.
Mitnick overleed op 59-jarige leeftijd aan alvleesklierkanker.